# Aleksàndrino
Aleksàndrino (en rus: Александрино) és un poble de l'óblast de Vladímir, a Rússia, segons el cens del 2010 tenia 62 habitants. Pertany al districte municipal de Mélenki.